# Горець (сезон 1)
Перший сезон фантастичного телесеріалу «Горець» складався з 22 серій, що вийшли на екран у 1992—1993 роках, прем'єра на американському телебаченні відбулася 3 жовтня 1992 року. Серіал «Горець» розповідає про пригоди Дункана Мак-Лауда, 400-літнього Безсмертного, який може померти лише від обезголовлення. Він намагається жити життям звичайної людини, але доля неминуче втягує його знову у змагання між Безсмертними — так звані Збори, в яких усі Безсмертні прагнуть вбити один одного, адже в результаті має лишитися лише один з них, який володітиме усією силою. На DVD перший сезон серіалу вийшов збіркою з 9 дисків 12 листопада 2002 року (виробник — Anchor Bay Entertainment). Також сезон доступний на американському потоковому VOD-сервісі Hulu.

## Зйомки
Права на виробництво серіалу викупила французька компанія Gaumont Television, але зйомки проходили у консорціумі з американською компанією та силами американської знімальної групи; для тих часів це було новаторське рішення. «Горець» став першим серіалом, що призначався для американської аудиторії, знятим за творчої участі французької компанії. До консорціуму з виробництва серіалу також увійшли компанії з різних країн, такі як RTL Plus (Німеччина), Rysher Distribution (США), Reteitalia Productions (Італія), Amuse Video (Японія) and TF1 (Франція). Бюджет першого сезону склав 26,1 млн доларів США. Кіт Семплз, президент компанії Rysher Distribution, стверджував, що «близько 75 % гарантованого бюджету складали продажі прав на показ серіалу за кордоном». Решта 25 % надійшли від продажу прав на показ у США і продюсери зберегли право на дистрибуцію, що дозволило серіалу витрачати 800 тис. доларів США на епізод лише з міжнародної частини бюджету, що стало одним із найкращих показників у серіальному сезоні 1992/1993 років. Задля збереження адекватної частки європейського пая і в результаті згоди продюсерів, кожен із запланованих сезонів поділили на дві частини, перша з яких знімалася у Ванкувері, у канадській провінції Британська Колумбія (у серіалі — вигадане місто Сікувер), друга — у Парижі, Франція. Зйомки першої частини почалися у Ванкувері 13 липня 1992 року, зйомки другої частини — у грудні 1992 року у Парижі та на студії французького державного виробничого агентства Société Française de Production (SFP) у департаменті Брі-сюр-Марн поблизу Парижу.
Виконавчими продюсерами серіалу стали Білл Пензер, Пітер С. Девіс, президент Gaumont Television Крістіан Чаррет і голова відділу спільних виробництв Gaumont Марла Гінзбург, співпродюсерами — Стівен Маєр, Шеріл Харді та Гай Коллінз. Продюсерами-супервайзерами на початку серіалу були Кевін Дроуні та Філіп Джон Тейлор, а з 7-го епізоду і далі Тейлора замінив Девід Абрамовіц. Продюсерами стали Баррі Розен і Гері Гудман. За виробництво серіалу відповідали Марк дю Понтавік і Дені Лерой. Сценаристи були як штатні, так і позаштатні, зокрема, Браян Клеменс. Лінійним продюсером першого «ванкуверського» сегменту був Брент-Карл Клаксон, коли зйомки серіалу перемістилися до Парижу, Клаксона замінив Патрік Міллет. Регулярними режисерами були Томас Дж. Райт, Хорхе Монтезі та Рей Остін. Бої на мечах у «ванкуверському» сегменті ставив тренер із фехтування Боб Андерсон, який придумав собі титул Майстра Мечей, у «паризькому» сегменті його змінив Пітер Даймонд, який також обіймав посаду другого помічника режисера та постановника трюків. На початку третього сезону Майстром Меча став Ф. Браун Мак-Еш, який залишався на цій посаді до кінця, а також ставив бої на мечах у четвертому фільмі з всесвіту Горця «Горець: Кінець гри».
Музичний вступ до епізодів представляла пісня групи Queen «Princes of the Universe» з їх альбому 1986 року «A Kind of Magic», решту звукової доріжки створив композитор Роджер Беллон.

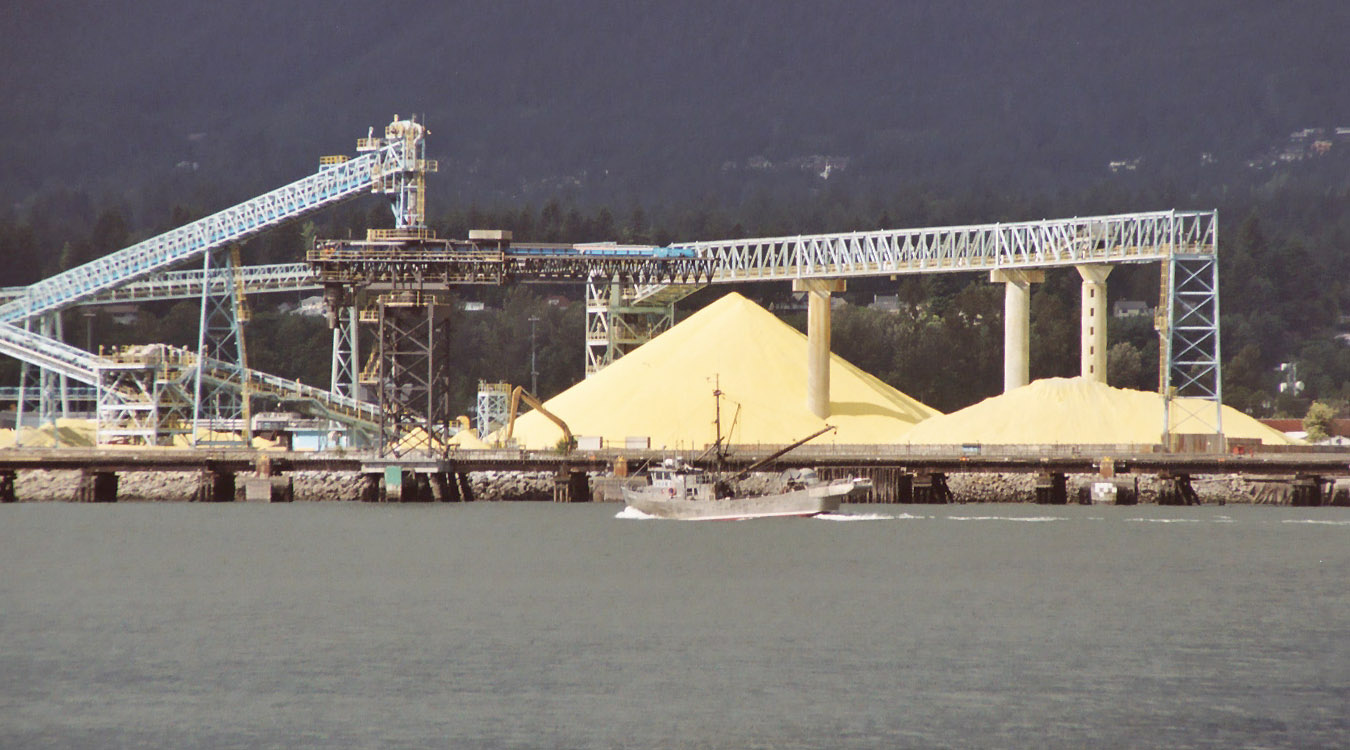
Бухта Беррард у Британській Колумбії (Канада), де знімали сцену битви Мак-Лауда і Грейсона у 13-й серії «Бандитська зграя»

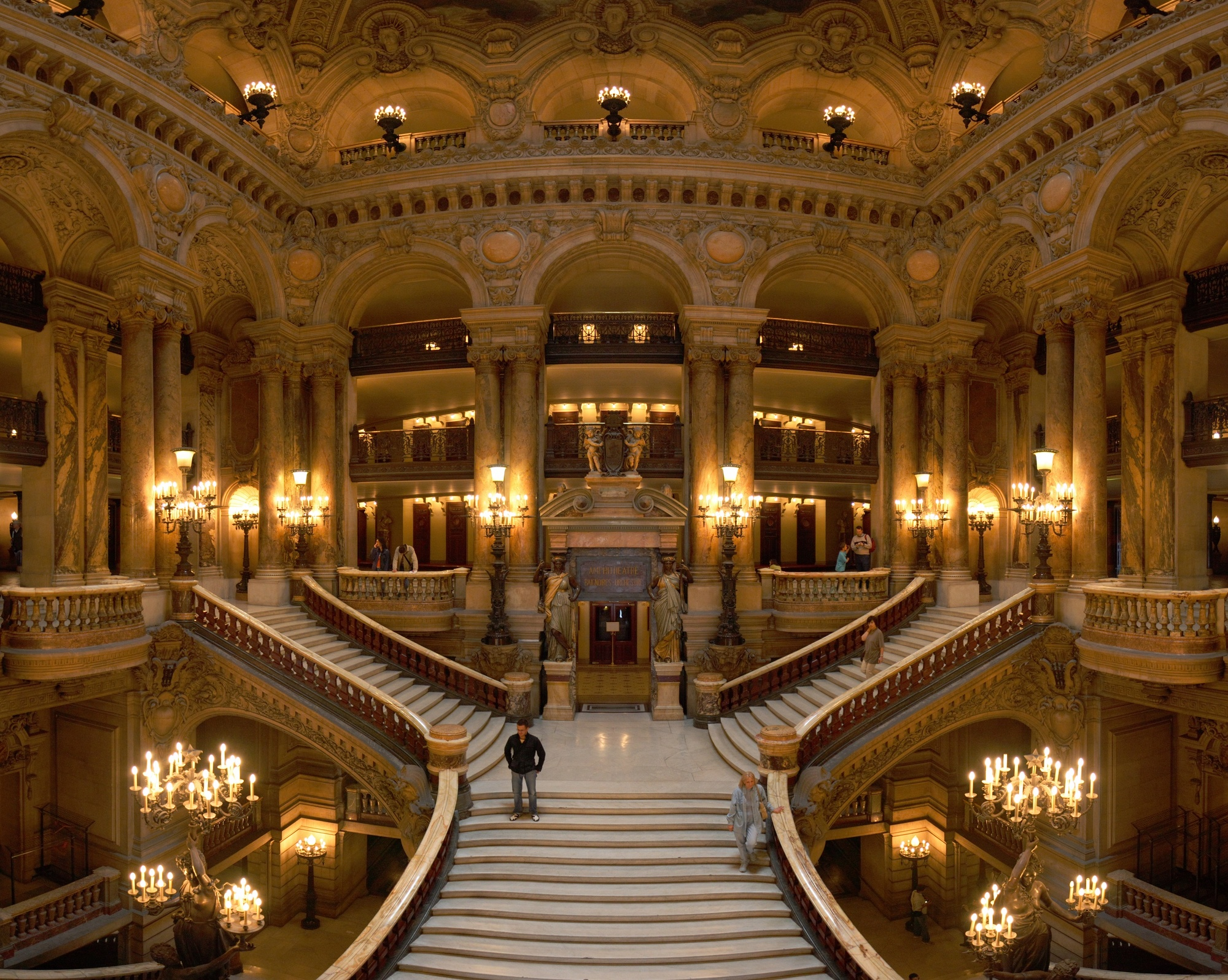
16-ту серію «Хижак з підземелля» знімали частково у Паризькій опері

## У ролях
Три головні ролі зіграли: Едріан Пол, який грав 400-літнього Безсмертного Дункана Мак-Лауда, Александра Вандернут зіграла Тессу Ноель, смертну коханку Мак-Лауда, мисткиню і скульптора, Стен Кірш грав роль молодого, симпатичного і балакучого волоцюгу-крадія Річі Раяна.
Другорядні ролі грали:
- Аманда Вайс[en] — молода амбітна і допитлива репортерка Ренді Мак-Фарланд (з'явилася у шести серіях[К 1], у подальших сезонах цей персонаж відсутній);
- Крістофер Ламберт — Безсмертний Коннор Мак-Лауд, друг, вчитель і родич Дункана (з'явився лише у пілотній серії), головний персонаж фільмів із франшизи Горця[21][22];
- Вернер Стокер[en] — монах-Безсмертний Дарій;
- Роланд Гіфт[en] — життєлюбний вбивця-Безсмертний Ксав'є Сен-Клод;
- Елізабет Грейсен — Безсмертна крадійка Аманда Монтроуз;
- Роджер Долтрі — Безсмертний Г'ю Фіцкерн, старовинний друг Мак-Лауда;
- Пітер Хадсон — Джеймс Хортон, лідер Мисливців — групи смертних людей, які вважають, що Безсмертні мають бути знищені[21][22].

## Критика
Пілотна серія «Зібрання» здобула рейтинг 3,4/7, що означає, що дану серію подивилися 3,4 % усіх глядачів у віці від 18 до 49 років і 7 % усіх глядачів, що дивилися телевізор у цей час. Видання The Hollywood Reporter оцінило «сильне виконання», видання Samples зазначило, що серіал «перевершив сподівання компанії» і що «перший сезон мав рейтинг у тверді 4 бали і зайняв сильні позиції серед глядачів обох статей у віці 18—49 років», видання Charret відзначило серіал як «вельми непоганий». Рік Санчез (Rick Sanchez) на сайті IGN написав, що перший сезон «був присвячений створенню основи для наступних сезонів» і «відверто загруз у фільмах, що вийшли раніше, та у формулі створення щотижневих гостросюжетних серіалів». Компанія Anchor Bay Entertainment випустила перший сезон на DVD 12 листопада 2002 року у регіоні 1 (США, Канада), 7 грудня 2004 року — у регіоні 2 (Європа, Середній Схід, ПАР, Японія, деякі африканські країни).

## Серії
| № у серіалі | № у сезоні | Назва (укр.)                | Назва (англ.)          | Режисер(и)       | Сценарист(и)                          | Перший ефір у США | Перший ефір українською | Код серії |
| --- | ---------- | --------------------------- | ---------------------- | ---------------- | ------------------------------------- | ----------------- | ----------------------- | --------- |
| 1 | 1×01       | «Зібрання»                  | The Gathering          | Thomas J. Wright | Dan Gordon                            | 3 жовтня 1992     | Буде оголошено          | 92102-1   |
| Дункан Мак-Лауд (Едріан Пол) і його кохана Тесса Ноель (Александра Вандернут) живуть мирним життям в американському місті Сікувер. Вони спільно володіють антикварним магазином, при якому і проживають. Одного вечора, коли вони святкували день народження Тесси, молодий волоцюга, на ім'я Річі Раян (Стен Кірш) вдерся до магазину задля крадіжки. на місці злочину ловить Мак-Лауд, погрожуючи знести голову мечем. Скам'янілий від такої гострої реакції хазяїна, Річі бачить як раптом інший чоловік через скляний дах вдирається до магазину та нападає з мечем на антиквара, ще за мить дуель переривається втручанням третього чоловіка, озброєного японською катаною. Чоловіком, що напав на Мак-Лауда, є Безсмертний, на ім'я Слен Квінс (Річард Молл), який полює на Дункана, не знаючи, що він сам є мішенню для Дунканового родича, Коннора Мак-Лауда (Крістофер Ламберт). Заінтригований дивною сценою, Річі Раян йде за обидвома Мак-Лаудами та бачить як спочатку Коннор б'ється на мечах зі Сленом, але той ранить його і Коннор падає з моста в річку. У бій вступає Дункан Мак-Лауд, який у запеклому бою обезголовлює Слейда. Річі бачить, як Дункан опиняється в епіцентрі вибухів і блискавок — це так звана Сила Перевтілення Слейда переходить до Мак-Лауда. На світанку Дункан витягає напівживого Коннора з річки. Той, перед тим, як піти, радить Дункану пильнувати Річі, що Дункан і робить, приймаючи сироту-безхатченка Річі до своєї родини та даючи йому роботу в магазині. Дункан Мак-Лауд розповідає Річі правду про себе та інших Безсмертних.                                                          |            |                             |                        |                  |                                       |                   |                         |           |
| 2 | 2×01       | «Невинний»                  | Innocent Man           | Jorge Montesi    | Dan Gordon                            | 10 жовтня 1992    | Буде оголошено          | 92103-4   |
| Безсмертний Лукас Дезіре, колишній капітан конфедератів і старовинний друг Мак-Лауда, з яким він познайомився під час Громадянської війни, знайдений обезголовленим у лісі поблизу маленького містечка. У вбивстві поліція підозрює напівбожевільного безхатченка, ветерана В'єтнамської війни Лео Аткінса (Вінсент Ск'явеллі). Дункан прагне знайти справжнього вбивцю і не дозволити засудити невинного, тому за допомогою Річі рятує Аткінса від суду Лінча. Розслідування викриває, що вбивця — шериф Говард Краулі (Джон Новак), також Безсмертний. Дункан у бою відтинає шерифу голову. У цьому епізоді з'являється ще один другорядний персонаж — репортерка-розслідувачка Ренді Мак-Фарланд (Аманда Вайс), яка, розслідуючи вбивство, зацікавилася особою Мак-Лауда. |            |                             |                        |                  |                                       |                   |                         |           |
| 3 | 3×01       | «Дороги, які не вибирають»  | The Road Not Taken     | Thomas J. Wright | Terry Nelson                          | 17 жовтня 1992    | Буде оголошено          | 92108-3   |
| Гері, Друг Річі Раяна раптово помирає, здійснюючи пограбування ювелірного магазину. Попри те, що поліцію вважає причиною смерті передозування наркотиків, Річі впевнений, що його друг ніколи їх не вживав. Оглядаючи тіло Гері у морзі, Дункан і Річі помічають дивні відмітина на чолі покійного. Дункан згадує, що бачив подібне раніше: це дія зілля, яке розробив його знайомий Безсмертний Кім Сун (Сун-Тек О). Зілля дає тому, хто його вживає, неймовірну силу та здатність не відчувати болю. Кім Сун стверджує, що рецепт зілля викрав його учень Чу Лін (Дастін Нгуєн). Мак-Лауд знаходить Чу Ліна і знищує небезпечне зілля, але Кім Сун розлючується і кидає виклик Мак-Лауду. Той перемагає, проте лишає Кім Суну життя. Кім Сун обіцяє повернутися за сто років і помститися. Оригінальна назва серії апелює до однойменного вірша Роберта Фроста. |            |                             |                        |                  |                                       |                   |                         |           |
| 4 | 4×01       | «Важкий день у суді»        | Bad Day in Building A  | Jorge Montesi    | Kevin Droney                          | 24 жовтня 1992    | Буде оголошено          | 92107-6   |
| Тесса отримує черговий штраф за неправильне паркування і разом із Дунканом і Річі їде до суду, щоб його сплатити. Поки Мак-Лауд лишається в машині, Тесса і Річі йдуть до суду, але в цей момент будівлю захоплює банда терористів, яка хоче звільнити свого ватажка Браяна Слейда (Ендрю Дівофф), над яким як раз проходить судовий процес. Тесса і Річі опиняються серед заручників; почувши постріли, Мак-Лауд біжить всередину, але також потрапляє у пастку. Щоб довести серйозність своїх намірів, терористи планують показово стратити одного із заручників, і Дункан «підставляється» замість іншого заручника. Дункана розстрілюють, але той, оживши, починає вбивати терористів один за одним. Останнім Мак-Лауд вбиває ватажка. |            |                             |                        |                  |                                       |                   |                         |           |
| 5 | 5×01       | «Вільне падіння»            | Free Fall              | Thomas J. Wright | Philip John Taylor                    | 31 жовтня 1992    | Буде оголошено          | 92101-5   |
| Молода жінка, на ім'я Феліція Мартінс (Джоан Джет), нова знайома Річі, вчиняє самогубство, кинувшись зі хмарочоса, відроджується як Безсмертна і стає ученицею Мак-Лауда. Але згодом виявляється, що їй понад 200 років і таким чином вона намагалася сховатися від Безсмертного, на ім'я Деверо (Eli Gabay), чию дружину і дитину вона вбила століття тому. Про справжній вік Феліції Дункан здогадується лише виявивши, що мапа Коронеллі, яку буцімто підробила Феліція, насправді старовинна, віком щонайменше 200 років. Мартінс прагне якнайкраще підготуватися до Зборів, тому вона влізла в довіру Мак-Лауду, щоб оманою здобути його голову і Силу. Мак-Лауд у бою перемагає Феліцію, але лишає їй життя. |            |                             |                        |                  |                                       |                   |                         |           |
| 6 | 6×01       | «Смертельна медицина»       | Deadly Medicine        | Ray Austin       | Robert L. McCullough                  | 7 листопада 1992  | Буде оголошено          | 92111-8   |
| Повертаючись додому з магазину, Мак-Лауд потрапляє у ДТП і згодом «помирає» у шпиталі. Оживши, він намагається непомітно втекти з лікарні, але свідком його воскресіння стає лікар, доктор Вайлдер (Джо Пантоліано), що працював в реанімації. Бажаючи дослідити природу Мак-Лаудового безсмертя і таким чином винайти ліки від смерті, доктор Вайлдер за допомогою наркотиків викрадає Мак-Лауда та ув'язнює у підвалі свого будинку. Тим часом, репортерка Ренді Мак-Фарланд, якій доручили для новин зробити сюжет про лікарню, дізнається про ДТП з Мак-Лаудом і, виявивши, що він так і не повернувся додому, починає своє розслідування, паралельно пошуки проводять Тесса і Річі. Мак-Лауду все ж таки вдається втекти, але задурманений наркотикам, він блукає по місту. Між тим, медсестра Барбара Медісон, що працює з доктором Вайлдером, починає підозрювати, що доктор таємно проводить якісь експерименти над пацієнтами. Вайлдер вбиває її, роблячи так, що всі докази вказують на Мак-Лауда. Коли Дункан приходить до тями та зустрічається з Тессою, він дізнається від неї, що є фігурантом у поліцейському розслідуванні, та починає своє власне. Ренді Мак-Фарланд приходить до доктора Вайлдера по інтерв'ю, але той бере її у полон. Мак-Лауд і Тесса у своєму розслідуванні виходять на підозрюваного — доктора Вайлдера, і їдуть до нього додому, де знаходять одурманену наркотиками репортерку. Борячись із Мак-Лаудом, Вайлдер випадково натрапляє грудьми на ніж і помирає; пожежа, яка зайнялася під час бійки, майже знищує таємну лабораторію доктора, проте поліція знаходить докази невинуватості Мак-Лауда. |            |                             |                        |                  |                                       |                   |                         |           |
| 7 | 7×01       | «Гірські люди»              | Mountain Men           | Thomas J. Wright | Marie-Chantal Droney                  | 14 листопада 1992 | Буде оголошено          | 92110-7   |
| Тесса їде сама на прогулянку в гори, щоб сфотографувати стародавні петрогліфи. Там її викрадає група гірських людей, що живуть там, не підкоряючись законам суспільства. Очолює їх Безсмертний, на ім'я Калеб Коул (Марк Сінгер), який хоче насильно взяти Тессу за дружину. Дункан і місцевий шериф вирушають на пошуки Тесси, але Дункан знаходить гірських людей першим, адже він знає ці гори, як свої п'ять пальців: 150 років тому він блукав тут із своїм Безсмертним другом, на ім'я Карл, який навчив Мак-Лауда виживати та орієнтуватися в лісі. Дункан наздоганяє викрадачів, але падає у гірську розколину. Бандити приносять меч Дункана ватажкові, який здогадується, що за ними полює Безсмертний. Тим часом, Тесса намагається посварити своїх викрадачів між собою, щоб дати Мак-Лауду час знайти її. Зрештою, Дункан знаходить гірських людей і у бою відсікає голову Коулу. Цей епізод — єдиний у серіалі, коли Тесса Ноель бачить Перевтілення Дункана на власні очі. |            |                             |                        |                  |                                       |                   |                         |           |
| 8 | 8×01       | «Солодка помста»            | Revenge is Sweet       | Ray Austin       | Loraine Despres                       | 21 листопада 1992 | Буде оголошено          | 92109-10  |
| У новорічну ніч 1989 року Мак-Лауд бився на дуелі з Безсмертним на ім'я Уолтер Райнхардт (Крістофер Орт). Той, поранений, впав у річку і зник, а його меч лишився Мак-Лауду. Через кілька років меч, виставлений на продаж в антикварному магазині Мак-Лауда і Тесси, хоче купити загадкова красуня, на ім'я Ребекка (Веніті). Виявляється, що вона була нареченою Райнхардта, смертною, і не знала про Безсмертних. Вважаючи, що саме Мак-Лауд вбив Райнхардта і забрав його меч, вона починає переслідувати його і Тессу. Насправді, Ребеккою маніпулює Райнхардт, він викрадає Річі, щоб втягнути Мак-Лауда у двобій. У поєдинку Дункан відсікає Райнхардту голову. |            |                             |                        |                  |                                       |                   |                         |           |
| 9 | 9×01       | «„Морська відьма“»          | The Sea Witch          | Thomas J. Wright | David Tynan                           | 5 грудня 1992     | Буде оголошено          | 92112-9   |
| Річі допомагає своїй колишній подружці Ніккі (Johannah Newmarch) та її маленькій доньці Мелінді втекти від бандитів, що вбили Денніса, бойфренда Ніккі, коли той хотів продати їм велику партію наркотиків. Ніккі з Меліндою знаходять притулок і захист у Мак-Лауда. Дункан дізнається, що в перестрілці між бандитами та Деннісом Ніккі вкрала і наркотики, і гроші за них. Бандити здійснюють кілька спроб повернути наркотики та гроші, але їм на заваді стає Мак-Лауд, який виявляє, що очолює бандитів Безсмертний, на ім'я Олексій Вошин (Стівен Мечт), який зрадив Дункана у 1938 році. Коли Вошин дізнається, що Дункан знищив наркотики, він кидає йому виклик. У сутичці противники падають за борт і гвинт корабля відрубує Вошину голову. |            |                             |                        |                  |                                       |                   |                         |           |
| 10 | 10×01      | «Свідок»                    | Eyewitness             | Ray Austin       | David Tynan                           | 12 грудня 1992    | Буде оголошено          | 92115-12  |
| Тесса стає свідком вбивства Анни Уеллер (Diana Barrington), з якою вона нещодавно познайомилася на мистецькій виставці. Тіло вбитої не знайдене, тому поліція не вірить свідоцтву Тесси та відмовляється розслідувати вбивство. Розслідуючи справу самостійно Тесса і Дункан стають мішенню для вбивці, який, як здогадується Мак-Лауд, є Безсмертним. Пізніше поліція все ж таки знаходить труп Анни та бере Тессу під захист, проте у будинку, де вона переховується, Мак-Лауд знаходить бомбу і рятує Тессу. Це свідчить про те, що вбивцю треба шукати серед поліцейських. Ним виявляється шеф поліції Ендрю Боллін (Том Батлер). Мак-Лауд б'ється з ним на дуелі та обезголовлює. |            |                             |                        |                  |                                       |                   |                         |           |
| 11 | 11×01      | «Родинне дерево»            | Family Tree            | Jorge Montesi    | Kevin Droney                          | 19 грудня 1992    | Буде оголошено          | 92106-2   |
| Річі, який виріс у притулку, мріє дізнатися, хто його справжні батьки. З цією метою він намагається викрасти своє досьє з агентства з усиновлення, але його ловлять на місці злочину. Вийшовши з в'язниці за допомогою Дункана, Річі, який все ж встиг прочитати дещо у досьє, починає пошуки свого батька. У цих пошуках він зустрічається з аферистом Джо Скенлоном (Дж. Е. Фрімен), який стверджує, що він — батько Річі, хоча насправді лише хоче пограбувати магазин Мак-Лауда. Попри те, що Дункан щось запідозрює і намагається дізнатися більше про нововиявленого батька Річі, сам Раян входить у тісні стосунки зі Скенлоном. Правда викривається, коли Скенлон викрадає у Мак-Лауда безцінну маску доколумбового періоду, щоб виплатити свої гральні борги. Втім, Дункан рятує Скенлона від бандитів-кредиторів, а Річі допомагає йому зникнути. |            |                             |                        |                  |                                       |                   |                         |           |
| 12 | 12×01      | «Забудь про зло»            | See No Evil            | Thomas J. Wright | Brian Clemens                         | 6 лютого 1993     | Буде оголошено          | 92114-11  |
| У Сікувері з'являється маніяк (Ді Мак-Кафферті), який нападає лише на білявок, вбиває їх і скальпує. Однією з жертв маніяка ледь не стає Наталі Бард (Мойра Воллі-Бекетт), подруга Тесси, але її рятує поява Тесси разом із Мак-Лаудом. Дункан пригадує, що у 1925 році один Безсмертний, на ім'я Маркус Королус (Джон Херцер), збожеволівши після зради своєї коханої 300 років тому, почав вбивати білявок, але був обезголовлений Дунканом, тому, ймовірно, що сучасний вбивця — наслідувач Маркуса. Якщо це так, то лише Дункан, окрім вбивці, знає схованку Королуса — театр «Орфей» та всі місця, де той вбивав жінок. Мак-Лауд і Річі влаштовують в театрі засідку, в якій Тесса грає роль наживки, але маніяк нападає на іншу жінку, що йшла повз театр. Річі помічає мотоцикл, на якому начебто їздить вбивця. Маніяк нападає на Річі з ножем, але його машиною збиває Тесса і маніяка затримують. Оригінальна назва серії — частина буддистської приказки «Не чути зла, не бачити зла, не казати зла». |            |                             |                        |                  |                                       |                   |                         |           |
| 13 | 13×01      | «Бандитська зграя»          | Band of Brothers       | René Manzor      | Marie-Chantal Droney                  | 13 лютого 1993    | Буде оголошено          | 92118-13  |
| Ідилічне життя Дункана і Тесси руйнує звістка від одного з вчителів Мак-Лауда, священника Дарія (Вернер Стокер). Виявляється, що до Сікувера направляється наймогутніший ворог Дарія, Грейсон (Джеймс Горан), який має на меті вбити смертного Віктора Поля (Earl Pastko) — громадського діяча-миротворця та учня Дарія. Грейсон був помічником великого полководця Дарія, їх армія у V столітті завоювала Європу, проте під стінами Парижу Дарій вбив святу людину, найстарішого на той час Безсмертного, після чого розпустив свою армію і став на мирний шлях, оселившись на святій землі, де Безсмертним було заборонено битися один з одним. Це розлютило Грейсона та зробило його найзапеклішим ворогом Дарія. Прагнучи захистити Тессу і Річі, але сумніваючись у своїй можливості впоратися з Грейсоном, Дункан відсилає своїх друзів до Парижу під захист Дарія, а сам починає пошуки Грейсона, щоб його вбити. При зустрічі Грейсон пропонує Мак-Лауду перейти на його бік і стати його правою рукою, але той відмовляється. Після надважкого для Горця поєдинку, Дункан все ж таки спромігся відтяти голову Грейсону. Після цього Мак-Лауд вирішує переїхати до Парижу, де оселяється разом із Тессою та Річі на своїй власній баржі на Сені, Тесса стає куратором у Паризького бюро мистецтв. |            |                             |                        |                  |                                       |                   |                         |           |
| 14 | 14×01      | «В ім'я зла»                | For Evil's Sake        | Ray Austin       | David Abramowitz / Fabrice Ziolkowski | 20 лютого 1993    | Буде оголошено          | 92117-14  |
| Одного ранку Мак-Лауд, повертаючись на баржу з покупками, бачить людину, вдягнену як мім, яка вбиває старого. Допомагаючи паризькій поліції розкрити злочин, Мак-Лауд каже їм, що може впізнати вбивцю. Інспектор поліції Лебран (Hugues Leforestier) переконаний, що бачив Мак-Лауда раніше. Пізніше, ввечері загадковий озброєний чоловік слідкує за баржею, і, коли Мак-Лауд його нейтралізує, виявляється, що то поліцейський. Дункана затримує інспектор, який згадав, де бачив Мак-Лауда: багато років тому, коли Лебран був ще молодим поліцейським, він переслідував вбивцю, на ім'я Кайлер (Пітер Хавіт), і під час погоні побачив Мак-Лауда, який боровся з Кайлером. У той день, рятуючись від поліції, Мак-Лауд опиняється на туристичному катері, де проводить оглядову екскурсію Парижем молода екскурсовод Тесса. У сучасному Парижі знову діє невловимий безсмертний найманий вбивця Кайлер, який здійснює низку вбивств посадовців. Поліція та Мак-Лауд паралельно полюють на Кайлера, але на останнього працює помічник Лебрана, тому поліцейські завжди на крок позаду. Мак-Лауд зустрічається з Кайлером у поєдинку і вбиває його, а Лебран заарештовує свого помічника. |            |                             |                        |                  |                                       |                   |                         |           |
| 15 | 15×01      | «Смерть заради майбутнього» | For Tomorrow We Die    | Robin Davis      | Philip John Taylor                    | 27 лютого 1993    | Буде оголошено          | 92116-15  |
| Інспектор паризької поліції Лебран переслідує злочинця, який пограбував ювелірний магазин, отруївши працівників смертельним газом, і при цьому вижив без вживання протигазу. Мак-Лауд впізнає у злочинці свого старого ворога, на ім'я Ксав'є Сен-Клод (Роланд Гіфт), знаходить його і намагається покарати за злочин. Тікаючи від Мак-Лауда, Ксав'є кидає в нього гранатою з отруйним газом, тому Горець відволікається на знешкодження гранати, кинувши її у бетономішалку, в той час як Ксав'є встигає зникнути. Гранату знаходить інспектор Лебран і заарештовує Мак-Лауда на виставці африканських скульптур, організованою Тессою. Довідавшись від інспектора, що Ксав'є у Західній Африці вбив місцевого багатія і вкрав, з-поміж іншого майна, рідкісні африканські скульптури, Мак-Лауд, підозрюючи теракт на виставці, тікає з-під варти і знешкоджує бомбу в одній із скульптур, яку під вигаданим ім'ям дав для виставки Ксав'є. Останній приходить до Мак-Лауда помститися за невдачу, але той у поєдинку відрубує Ксав'є правицю. Поранений Ксав'є тікає, кинувшись у Сену. Оригінальна назва серії — цитата з Біблії, книга Ісая, вірш 22:13: «Та ось радість і втіха: забивають худобу велику та ріжуть худобу дрібну, їдять м'ясо й вино попивають, викрикуючи: Будем їсти та пити, бо взавтра помрем!» |            |                             |                        |                  |                                       |                   |                         |           |
| 16 | 16×01      | «Хижак з підземелля»        | The Beast Below        | Daniel Vigne     | Marie-Chantal Droney                  | 6 березня 1993    | Буде оголошено          | 92123-16  |
| У XVII столітті Дункан Мак-Лауд урятував від розправи юродивого-Безсмертного, на ім'я Урса (Christian Van Acker), і сховав його в абатстві. У сучасному Парижі того абатства вже давно немає, але є численні підземелля, у тому числі, і під оперним театром, в яких живе Урса. Він закохується у співачку Керолін Лемб (Ді Ді Бріджвотер), дні якої як оперної співачки вже полічені. Річі разом із Дунканом і Тессою приходить на репетицію своєї нової подружки, бек-вокалістки та автора пісень, що співає Керолін. Під час репетиції менеджер групи, посварившись із Керолін, гине, впавши з балкону. Керолін, здогадавшись, що в неї є незвичний шанувальник, маніпулює Урсою, намагаючись його руками прибрати своїх суперників, зокрема, беквокалістку Дженні (Фей Мастерсон), із заздрості до її таланту. Урса викрадає Дженні та тягне її до катакомб, але не може вбити. Тим часом, Мак-Лауд запідозрює Урсу і спускається разом із Річі в катакомби, де рятує Дженні. Керолін провокує Урсу вбити Мак-Лауда, стверджуючи, що той хотів убити її. Розлючений Урса б'ється з Мак-Лаудом на даху Опери, але падає з даху і помирає. Коли Кароліна бачить, як Урса оживає, вона, нажахана, намагається втекти, але потрапляє під колеса машини і гине. Мак-Лауд відводить Урсу до іншого абатства, де той отримує притулок. |            |                             |                        |                  |                                       |                   |                         |           |
| 17 | 17×01      | «Порятунок Грейс»           | Saving Grace           | Ray Austin       | Elizabeth Baxter / Martin Broussellet | 13 березня 1993   | Буде оголошено          | 92120-17  |
| Безсмертну Грейс Чендел (Julia Stemberger), талановиту вчену-лікарку, звинувачують у вбивстві свого смертного чоловіка. Грейс знаходить притулок у священника Дарія, той просить Дункана захистити Грейс. Мак-Лауд укриває її від поліції на своїй баржі, чим викликає певні ревнощі з боку Тесси, адже у 1660-х роках Грейс була коханкою Дункана. Грейс розповідає, що справжнім вбивцею є її колишній коханець, якого вона кинула десятиліття тому — Карло Сендаро (Джордж Коррафейс), Безсмертний. Карло не може змиритися із розривом із Грейс і викрадає її. Дункан кидається на допомогу і б'ється з Карло на рейках паризького метро. Випадково нога Карло застряє у рельсовій вилиці і потяг, що під'їжджає, відтинає йому голову. |            |                             |                        |                  |                                       |                   |                         |           |
| 18 | 18×01      | «Жінка і тигр»              | The Lady and the Tiger | Robin Davis      | Philip John Taylor                    | 24 квітня 1993    | Буде оголошено          | 92121-18  |
| Мак-Лауду хтось присилає квитки в цирк. Однією з артисток виявляється Безсмертна Аманда Монтроуз (Елізабет Грейсен), колишня коханка Дункана, крадійка, шахрайка і аферистка. Їй потрібна допомога Мак-Лауда: її колишній приятель, Безсмертний Захарі Блейн (Джейсон Айзекс), втік із в'язниці, куди потрапив через Аманду, і зараз хоче помститися їй, своїй колишній напарниці. Без сумнівів, Дункан не може залишити жінку беззахисною, незважаючи на ревнощі Тесси. Проте Аманда веде свою гру: в обмін на свою голову вона пропонує Блейну голову Мак-Лауда. Незабаром Блейн нападає на Дункана, коли той приходить у табір циркачів, але їхню дуель переривають. Блейн знову погрожує Аманді відтяти їй голову, але вона переконує Блейна не робити цього, пропонуючи йому натомість 10 млн. доларів — долю від вартості безцінного старовинного манускрипту, який Аманда планує вкрасти і запрошує Блейна допомогти їй у цьому. Втім, їхню зустріч бачить і підслуховує Річі Раян, так Дункан здогадується, що Аманда його обманює. Мак-Лауд вистежує безсмертну парочку грабіжників і зриває спробу пограбування. Блейн б'ється на дуелі з Дунканом, не помічаючи Аманду, яка підкрадається ззаду і відтинає йому голову. |            |                             |                        |                  |                                       |                   |                         |           |
| 19 | 19×01      | «Помста янгола»             | Avenging Angel         | Paolo Barzman    | Fabrice Ziolkowski                    | 1 травня 1993     | Буде оголошено          | 92122-20  |
| Чоловік на ім'я Альфред Кехіл (Мартін Кемп) помирає від удару ножем в серце, який йому, захищаючись, завдала проститутка. Його тіло знаходить Мак-Лауд і, коли Кехіл оживає як Безсмертний, намагається пояснити йому, ким той став, але, як виявляється, Кехіл вже був певною мірою божевільним, а перетворення остаточно звело його з розуму. Кехіл вирішує, що він обраний богом, який зробив його безсмертним, щоб його руками мститися «збоченцям». Жертвами «янгола помсти» Кехіла стають проститутки та сутенери. Однією з жертв стає клієнт проститутки Елен Трент (Сандра Нельсон), давньої подруги та однокурсниці Тесси, а пізніше Кехіл вбиває і її сутенера. Мак-Лауд із Тессою беруть Елен під захист. Попри спроби Мак-Лауда пояснити Кехілу його природу, покликання Безсмертних і правила Гри, Кехіл і далі поринає у вир божевілля і починає вважати себе тамплієром-хрестоносцем. Він нападає на Тессу і Мак-Лауду доводиться у двобої відсікти йому голову. |            |                             |                        |                  |                                       |                   |                         |           |
| 20 | 20×01      | «Око модельєра»             | Eye of the Beholder    | Dennis Berry     | Christian Bouveron / Lawrence Shore   | 8 травня 1993     | Буде оголошено          | 92124-19  |
| Безсмертний, на ім'я Габріель Пітон (Найджел Террі), відомий кутюр'є і водночас крадій предметів мистецтва і підкорювач жіночих сердець, вбиває свою смертну коханку і модель Синтію (Rachel Palmieri), коли та випадково натрапляє на кімнату-схованку Габріеля, де той зберігає свою колекцію найцінніших вкрадених артефактів. Новою коханкою Габріеля стає сусідка Синтії по квартирі Мая (Katia Douvalian). Річі випадково зустрічає Маю у ресторані та закохується в неї. Він знову зустрічає її на модному показі, куди привів своїх друзів Мак-Лауд, і бачить, як Пітон зваблює Маю, свою нову модель. Після показу з'являється поліція, яка повідомляє про смерть Синтії та просить Маю упізнати тіло. Закоханий Річі не знаходить собі місця від ревнощів і, підозрюючи Пітона у вбивстві Синтії, починає власне розслідування. Річі вламується до помешкання Габріеля у пошуках доказів, але Пітон застає його на місці злочину. Хоча Річі вдається втекти, наступного разу Пітон викликає поліцію, яка заарештовує Річі за напад на Габріеля. Мак-Лауд вирішує втрутитися у цю справу, і, коли приїздить до Пітона, стає свідком, як той хоче вбити Маю. У двобої з Пітоном Мак-Лауд перемагає і обезголовлює його. Оригінальна назва серії у перекладі значить «Око того, хто дивиться», апелюючи до фрази ірландської письменниці XIX століття Маргарет Вулф Хангерфорд (втім, цю фразу часто приписують Оскару Вайлду) «Краса в очах того, хто дивиться» |            |                             |                        |                  |                                       |                   |                         |           |
| 21 | 21×01      | «Нікуди тікати»             | Nowhere to Run         | Dennis Berry     | David Abramowitz                      | 8 травня 1993     | Буде оголошено          | 92125-21  |
| Марк Ротвуд (Jason Riddington) ґвалтує Лорі Белліан (Маріон Котіяр), пасербицю Безсмертного полковника Еверетта Белліана (Пітер Гіннесс). Дункан, Річі і Тесса запрошені в гості до Аллана Ротвуда (Ентоні Гед), дипломата і давнього приятеля Тесси, але особняк Ротвуда бере зі своїми найманцями в облогу полковник Белліан, який дізнався про зґвалтування. Мак-Лауд очолює оборону особняка і провалює усі спроби найманців дістатися до Ротвуда. На полі битви з'являється Лорі, яка намагається зупинити свого вітчима. Але коли Аллан Ротвуд із своїм сином виходять на перемовини до Белліана, один з найманців важко ранить Аллана. Розлючений Мак-Лауд вбиває найманця і вступає у поєдинок із Белліаном. Тим часом, Марк Ротвуд, який здобув пістолет, намагається застрелити Белліана, але, захищаючи вітчима, його вбиває Лорі. Белліан і Лорі тікають, щоб почати нове життя, а пораненого Аллана Ротвуда відвозять до лікарні. |            |                             |                        |                  |                                       |                   |                         |           |
| 22 | 22×01      | «Мисливці»                  | The Hunters            | Paolo Barzman    | Kevin Droney                          | 22 травня 1993    | Буде оголошено          | 92126-22  |
| До Дункана раптово приходить його старий приятель, Безсмертний Г'ю Фіцкерн (Роджер Долтрі), який стверджує, що коїться щось недобре, адже кілька Безсмертних нещодавно пропали безвісти. Дункан і Г'ю вирішують почати розслідування і йдуть за порадою до Дарія, священника-Безсмертного. Вони знаходять обезголовленого Дарія у церкві, але це свідчить про те, що у вбивстві винні смертні, адже Безсмертним заборонено вбивати один одного на святій землі. При поверненні до готелю, де зупинився Фіц, на друзів нападають і викрадають Фіцкерна. Мак-Лауд повертається до Дарієвої церкви, де знаходить сховану Дарієм загадкову книгу, в якій викладається історія Безсмертних, написана секретним товариством смертних. Коли члені цього товариства приходять за Дунканом, він вже до цього готовий і уникає нападу, а потім вистежує супротивників до їхньої схованки, де знаходить і рятує Фіца, якого збираються гільйотинувати. У схованці товариства Мак-Лауд зустрічається зі своїм головним ворогом — екзальтованим фанатиком-смертним, на ім'я Джеймс Хортон (Peter Hudson), який прагне знищити Безсмертних. Після запеклої бійки Хортон тікає. Мак-Лауд лишається на самоті, оплакуючи смерть свого друга і вчителя. В останній сцені Мак-Лауд разом із Фіцкерном, Тессою і Річі розвіює прах Дарія над Сеною і дає клятву помсти. |            |                             |                        |                  |                                       |                   |                         |           |